# Jagdschloß (Radar)

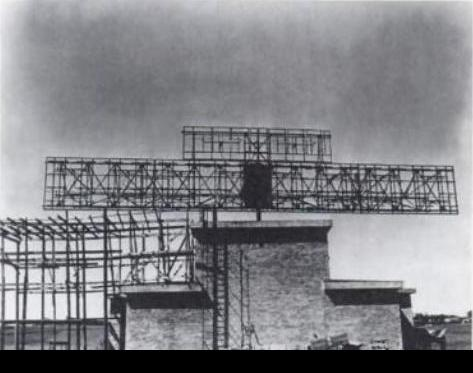
Jagdschloss im Bau, 1945

FuMG404 Jagdschloss war ein deutsches Rundsicht- oder „Panorama“-Radargerät für Luftlagezentren der Luftwaffe gegen Ende des Zweiten Weltkriegs.

## Geschichte
Ab 1937 von GEMA entwickelt, wurde es ab 1943 von Siemens & Halske gefertigt. Gebaut wurden insgesamt 62 Stück. Der Konstrukteur und Entwickler war Theodor Schultes (1901–1981).
- Die Radargeräte FuMG404 „Jagdschloss“ und „Jagdhaus“ dienten der Erfassung sämtlicher Luftziele (Freund und Feind) im erfassten Luftraum. Durch Umschaltung von Ortung auf Kennung konnten fremde Ziele und Störungen durch Düppel ausgeblendet werden.
- Die Variante FuMG 405 „Jagdhütte“ besaß nur den Abfragesender und Kennungsempfänger für die „Erstling“-Kennungsgeräte. „Jagdhütte“ diente zur Führung der eigenen Jagdflugzeuge. Siehe auch: Egon (Radar)

Die Anlage war so konstruiert, dass die erzeugten Daten im (Telefon)-Hörbereich lagen. Die Informationen konnten daher über das Telefonnetz oder Dezimeter-Richtfunkstrecken (Deckname: „Michael“-Gerät) an das Luftlagezentrum oder die Flakbatterie übermittelt werden. Dort konnten sie auf „Sternschreibern“ (heute Radarbildschirm) angezeigt werden. Eine Höhenauswertung war nicht möglich; hierzu brauchte man zusätzlich ein Würzburg-Radar. Die Sendeantenne bestand aus 16 Einheits-Dipolfeldern mit einer Gesamtbreite von 24 Metern. Darüber war die Antenne für den Kennungsempfänger „Gemse“ montiert, der das vom „Erstling“-Kennungsgerät (FuG 25a) ausgesendete Signal auswertete.

## Technische Daten
- Auffassreichweite 80–200 km, je nach Flughöhe
- Antennentyp: 128-Element-Gruppenantenne vor Reflektorwand
- Antennendrehzahl: 10 Umdrehungen pro Minute
- Öffnungswinkel Horizontal: 7°
- Öffnungswinkel Vertikal: 60°
- Betriebsfrequenz: 158–240 MHz
- Impulsleistung: 150 kW
- Impulsdauer: 2 μs
- Impulsrate: 494, 497, 500, 503, 506 Hz umschaltbar
- Auflösung: 300 m
- Antennenrotor: 75 kW
- Gewicht: 25–30 t
- Größe:
  - Antennenbreite: 24 m
  - Antennenhöhe: 5 m
  - Gesamtbauhöhe: 12 m

## Galerie
- Detailliertes technisches Handbuch (115 Seiten)